# Jean Prouff
Jean Prouff, né le 12 septembre 1919 à Peillac (Morbihan) et mort le 12 février 2008 à Lannion (Côtes-d'Armor), est un joueur et entraîneur de football français.
Solide athlète, il réalise une bonne partie de sa carrière au Stade rennais, qui lui permet d'accéder au statut d'international en 1946. Vainqueur d'un titre de champion de France avec le Stade de Reims en 1949, il choisit rapidement de devenir entraîneur. Après avoir écumé de nombreux clubs de l'hexagone, il tente sa chance à l'étranger où il cumule les expériences. En 1964, il se fixe au Stade rennais, avec lequel il remporte deux fois la Coupe de France, en 1965 et 1971. Ce double succès lui vaut en 2001 d'être désigné « entraîneur du siècle » par le club breton, qui fête alors son centenaire.

## Biographie

### Carrière de joueur

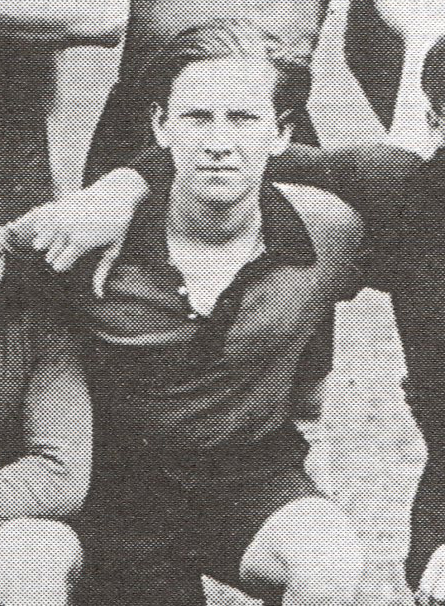
Jean Prouff sous les couleurs du Stade rennais UC (1935).

Né le 12 septembre 1919 à Peillac dans le Morbihan, il est le fils d'un directeur de service des chèques postaux et vit au rythme des déplacements de sa famille durant sa jeunesse. Son père, après avoir exercé en Guinée, retourne en Bretagne peu après la Première Guerre mondiale. Après avoir vécu dans le Morbihan, la famille Prouff s'installe à Rennes où Jean commence à pratiquer le football. En 1933, il prend sa première licence au Stade rennais UC, et pratique, en plus du football, l'athlétisme et le rugby à XV.
Rapidement, le jeune Jean Prouff fait parler de lui. Le 5 mai 1935, en lever de rideau de la finale de la Coupe de France (que le Stade rennais UC perd contre l'Olympique de Marseille trois buts à zéro), lui et ses coéquipiers des juniors du SRUC battent leurs homologues du Red Star en finale de la Coupe de France des Espoirs (5-1). En 1936, Jean Prouff doit pourtant quitter Rennes, son père ayant été muté à Nantes. Il rejoint alors la Saint-Pierre de Nantes, où il continue de faire forte impression.
En 1938, malgré les réticences de ses parents, Jean Prouff finit par passer professionnel en rejoignant après un essai concluant le SC Fives dans l'agglomération lilloise, et fait ses débuts en première division. Très vite, la Seconde Guerre mondiale éclate et Jean Prouff s'empresse de passer sous les drapeaux pour rejoindre une unité du génie basée à Arras, où évolue l'une des meilleures équipes de football militaire. Fait prisonnier quelques jours dans l'Est de la France en 1940, il parvient à s'évader et parcourt les quatre cents kilomètres qui séparent Épinal de Paris à pied en trois jours seulement.
Jean Prouff reprend alors brièvement la pratique du football avec la Saint-Pierre, puis retrouve le club de ses débuts, le Stade rennais UC, où il joue pour la saison 1941-1942. À l'issue de la saison, il doit pourtant repartir à Fives, la fédération réaffectant les joueurs dans les clubs qui étaient les leurs en septembre 1939. Un an plus tard, Jean Prouff revient à Rennes, la fédération décidant une nouvelle fois de la répartition des joueurs entre les différentes équipes fédérales nouvellement créées. Il intègre ainsi l'équipe fédérale Rennes-Bretagne, continuant de s'affirmer comme l'un des piliers de l'effectif.
À l'été 1944, dans une ville de Rennes libérée par les Alliés, Jean Prouff retrouve finalement le SRUC sous sa forme classique. Dans ces circonstances, il est convoqué pour la première fois avec l'équipe de France de football pour un match non officiel à disputer face à une équipe de l'Armée britannique. Privé de moyen de locomotion, il décide de rallier Paris à bicyclette, et y parvient en l'espace de deux jours. Arrivé sur place, il trouve même le moyen de s'échauffer devant ses coéquipiers médusés (voir encadré). Excellent athlète, puisqu'il fut également champion de Bretagne du 800 mètres en 1945 et un très bon rugbyman, il n'oublie pas alors d'assurer sa reconversion en obtenant son professorat d'éducation physique et sportive.
Alors que le championnat de première division reprend ses droits en 1945, Jean Prouff continue sa carrière sous les couleurs rennaises. L'équipe, alors dirigée par François Pleyer, fait bonne figure en Division 1, sans toutefois faire partie des postulants au titre. Polyvalent, il évolue principalement au milieu de terrain, mais n'hésite pas à apporter le surnombre en attaque dès que possible,. Ses qualités lui valent de retrouver le maillot bleu de l'équipe de France en 1946, de façon officielle cette fois. Au printemps, il honore ainsi ses quatre premières sélections. Le 19 mai 1946, à Colombes, il inscrit même le premier but de la victoire française sur l'Angleterre, d'un centre-tir lobé,. Modeste, Prouff reconnaîtra après le match avoir complètement manqué son centre. Au total, entre 1946 et 1949, il disputera dix-sept matchs pour le compte de l'équipe de France, les trois derniers en tant que capitaine. L'élimination des Bleus en qualifications pour la Coupe du monde 1950 au Brésil face à la Yougoslavie viendra mettre un terme à sa carrière internationale.
Auparavant, Jean Prouff avait quitté le giron du Stade rennais UC pour évoluer sous le maillot du Stade de Reims, en 1948. Les trois mille francs du coût de son transfert sont un record pour l'époque. Aux côtés des Albert Batteux, Robert Jonquet et autres Roger Marche, Jean Prouff débloque son palmarès en remportant le titre de champion de France en 1949. L'année suivante, l'équipe rémoise remportera également la Coupe de France, mais Jean Prouff est alors déjà parti sous d'autres cieux, rejoignant pour six mois le FC Rouen, puis retournant au Stade rennais UC au cours de l'été 1950. Entouré d'une nouvelle génération de joueurs emmenée par le buteur Jean Grumellon, il reste deux nouvelles saisons en Bretagne, puis quitte le club en même temps que François Pleyer, remercié par ses dirigeants.

### Carrière d'entraîneur
En 1952, le Stade Malherbe caennais propose à Jean Prouff un poste d'entraîneur-joueur que le morbihannais accepte, faisant ainsi, à 33 ans, le premier pas vers une reconversion. Le club bas-normand évolue alors en Championnat de France amateur. Après une unique saison à ce niveau, couronnée d'une troisième place et surtout par l'élimination du Stade de Reims en trente-deuxième de finale de Coupe de France, Jean Prouff retrouve le professionnalisme en devenant entraîneur-joueur de l'AS Aix-en-Provence, en Division 2. Sous sa conduite, les néo-professionnels aixois obtiennent une bonne douzième place. Continuant son tour de France, et n'endossant plus qu'occasionnellement le costume de joueur, Jean Prouff dirige ensuite l'En avant de Guingamp, l'US Boulogne et le Red Star.
L'année 1960 marque un tournant, puisqu'il prend alors la tête de l'équipe de Pologne qui prépare le tournoi olympique de Rome. Reversée dans le groupe C de la compétition, son équipe ne parviendra pas à se qualifier pour les demi-finales. Pire, Jean Prouff fera une grosse chute dans les escaliers du stade olympique, et restera deux jours dans le coma. Cela ne freine pas son envie d'entraîner hors de France, puisqu'il multiplie alors les expériences, au Gabon, en Algérie à Philippeville, et enfin au Standard de Liège. En Belgique, ses talents d'entraîneur s'affirment : avec le Standard, il parvient en demi-finale de la Coupe d'Europe des clubs champions en éliminant notamment les Glasgow Rangers. Le Real Madrid d'Alfredo Di Stéfano et Ferenc Puskás barre alors la route de la finale aux Belges, qui s'inclinent largement (0-4, 0-2). Second du championnat belge derrière Anderlecht pour sa première saison, Jean Prouff découvre chez le club rival un système de jeu qui le séduit : jusqu'alors adepte du WM et du marquage individuel, il devient désormais un partisan du 4-2-4 et de la défense de zone. La saison 1962-1963 permettra au Standard de reconquérir son titre de champion, mais Jean Prouff doit céder sa place en cours d'année. Malade, il est remplacé par Auguste Jordan. À la fin de l'année 1963, il refait surface et prend en main son ancien club du Stade de Reims. Albert Batteux parti l'été précédent, l'équipe rémoise a entre-temps été reprise par Camille Cottin, mais se traîne dans les profondeurs du classement. L'opération sauvetage ne fonctionne pas, et Reims, pourtant champion de France deux ans plus tôt, est relégué en Division 2.
À l'aube de la saison 1964-1965, le Stade rennais UC se cherche un nouvel entraîneur, pour remplacer Antoine Cuissard, remercié. Le club pense d'abord à Lucien Troupel, mais celui-ci décline l'offre. Les dirigeants rennais se tournent alors vers Jean Prouff, qui accepte immédiatement de revenir dans son club de cœur. D'entrée, le technicien impose sa patte : le Stade rennais UC jouera comme Anderlecht! À la recherche d'un avant-centre pour compléter son effectif, Jean Prouff jette également son dévolu sur le jeune Daniel Rodighiero, côtoyé quelques années plus tôt au Red Star. Après une période de tâtonnement, la mécanique rennaise se met en place, et développe un football chatoyant, basé sur l'offensive. Quatrièmes à l'issue du championnat, les Rennais terminent meilleure attaque, et s'offrent surtout un superbe parcours en Coupe de France. Symbole de ce goût de l'offensive, la demi-finale que les Rennais disputent au Parc des Princes contre l'AS Saint-Étienne : auteurs de quarante-cinq minutes de rêve, les joueurs de Jean Prouff rejoignent la mi-temps sur le score de trois buts à zéro. Leur entraîneur leur demandant de poursuivre leurs efforts offensifs, les Rennais continuent de pousser en seconde mi-temps, s'attachant les faveurs du public parisien. Le brillant parcours rennais se conclut sur une victoire acquise en finale devant l'UA Sedan-Torcy, à l'issue de deux manches très disputées (2-2 a.p., 3-1),.

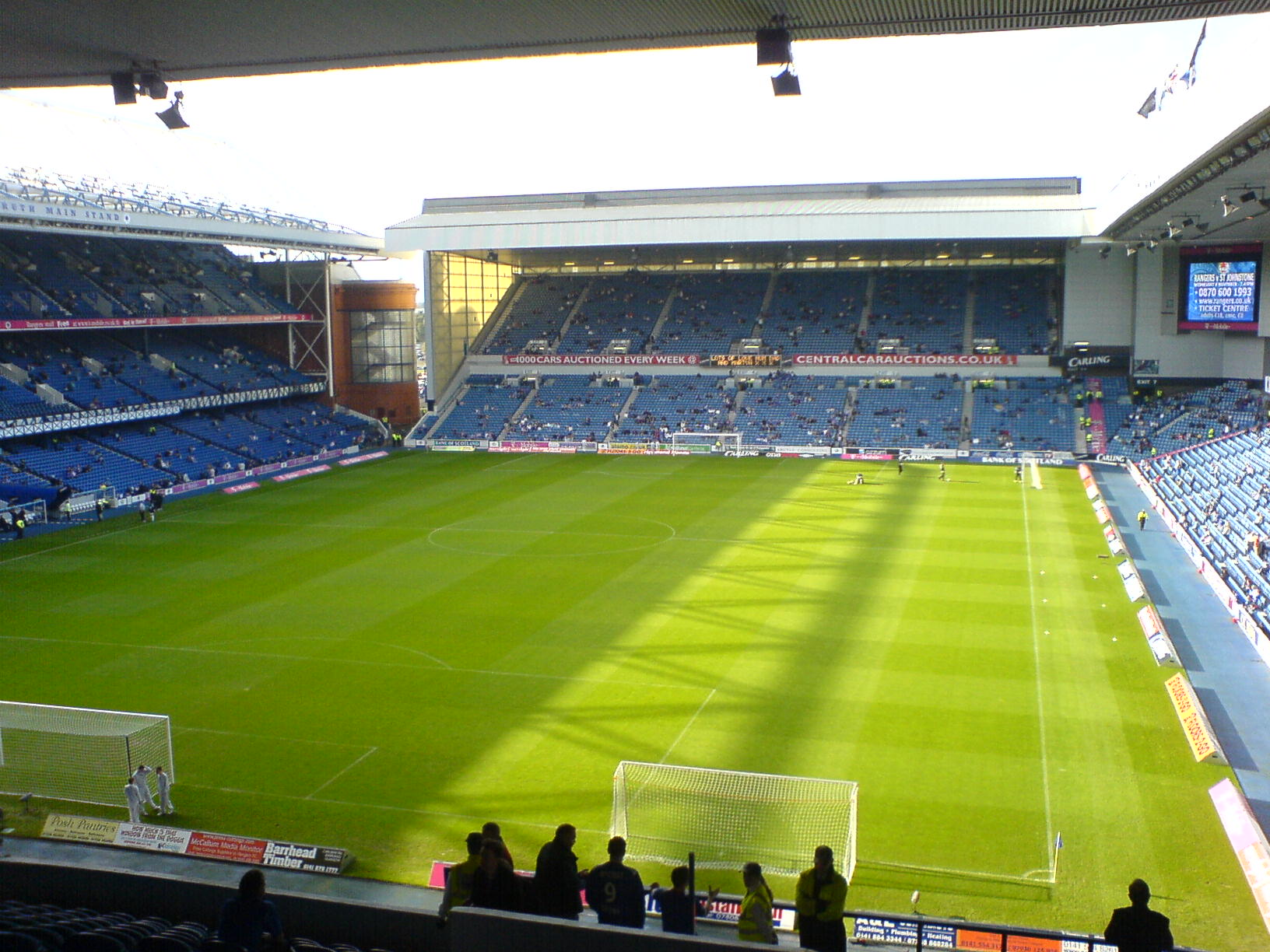
Jean Prouff affronte deux fois les Glasgow Rangers à Ibrox Park, en 1962 et 1971.

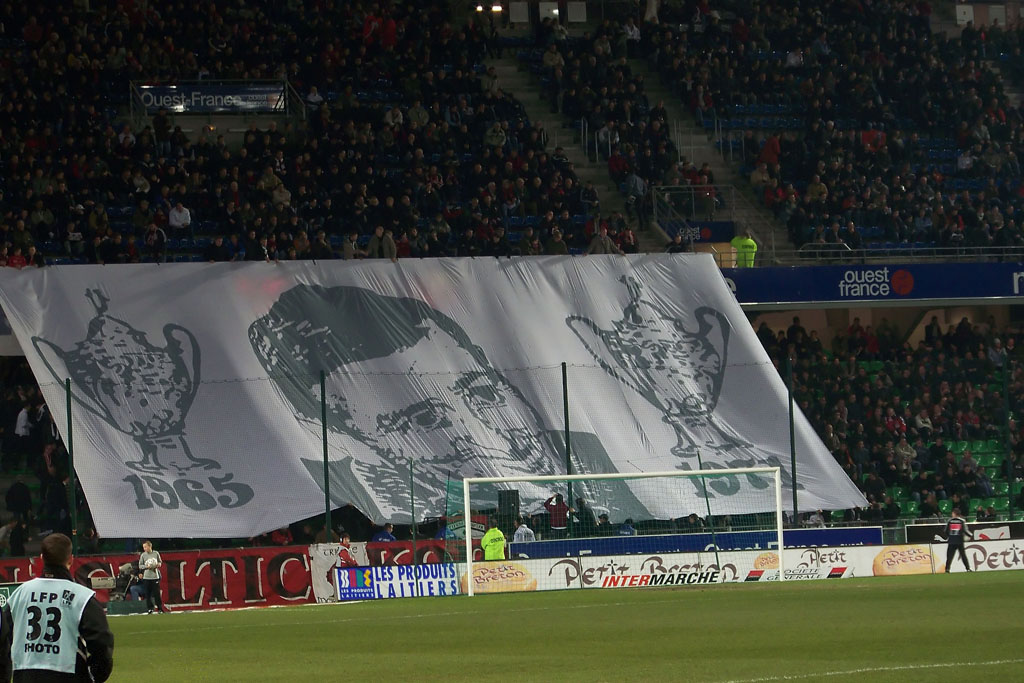
Banderole déployée par le Roazhon Celtic Kop lors d'un match à la mémoire de Jean Prouff, le 23 février 2008.

Les années suivantes sont plus compliquées, le Stade rennais UC ne parvenant pas à confirmer son nouveau statut, notamment en championnat. La victoire en Coupe de France permet à Jean Prouff de retrouver le goût de la Coupe d'Europe, mais l'aventure en Coupe des coupes tourne court, le Dukla Prague de Josef Masopust dominant assez aisément l'équipe rennaise (0-2, 0-0). Quatre ans plus tard, en 1969, les choses vont de mal en pis, puisque le club en difficulté financière l'est aussi sur le plan sporti. Fragilisé dans son rôle d'entraîneur, Jean Prouff reste fidèle à ses principes de jeu malgré une défense en plein naufrage, et la rumeur commence à évoquer un limogeage. L'arrivée de Marcel Aubour dans les buts et le redressement financier du club parviendront finalement à sauver la situation. La saison suivante, Marcel Aubour est l'une des pièces-maîtresses de l'équipe que Jean Prouff emmène à la victoire en Coupe de France. Moins performante qu'en 1965 en championnat, l'équipe rennaise peine aussi en coupe, mais parvient malgré tout à atteindre les demi-finales. Face à l'Olympique de Marseille, Jean Prouff fait valoir ses qualités de stratège. Quelques jours avant le match aller, alors que les Rennais se déplacent au stade Vélodrome pour un match de championnat qui n'a que peu d'intérêt pour eux, l'entraîneur brouille les pistes en modifiant largement son équipe, alignant plusieurs remplaçants et changeant quelques joueurs de poste. Rennes s'incline alors lourdement (0-5), mais fait mieux que résister lors de la première demi-finale, conservant toutes ses chances pour le retour (0-1). Au Stade de la route de Lorient, les joueurs de Jean Prouff vont ainsi remonter leur handicap et finir par se qualifier à l'issue de la séance des tirs au but, bien aidés par un Marcel Aubour en état de grâce. En finale, au Stade olympique de Colombes, Rennes battra l'Olympique lyonnais au terme d'un match pauvre en occasions mais globalement dominé par les joueurs bretons (1-0). Une nouvelle fois qualifié pour la Coupe d'Europe des vainqueurs de coupe, Jean Prouff y retrouve les Glasgow Rangers, déjà croisés avec le Standard de Liège neuf ans plus tôt. Cette fois, la confrontation tourne à l'avantage des Écossais, dont le jeu défensif bloque les offensives rennaises à l'aller (1-1). Jean Prouff, taxé d'arrogance par la presse écossaise pour avoir critiqué le jeu des Rangers, ne parvient pas à retourner la situation au retour (0-1).
À l'été 1972, Jean Prouff est finalement prié par ses dirigeants de laisser la main à son ancien capitaine René Cédolin, qui prend seul la tête de l'équipe rennaise en tant qu'entraîneur. Le Morbihannais devient alors directeur technique du club, un rôle qu'il n'occupera que l'espace d'une saison. En 1973, il quitte Rennes pour rejoindre l'US Berné, tout juste promu en Division 3. Sous ses ordres, les Bernéens se maintiennent trois saisons de rang à ce niveau. Par la suite, Jean Prouff délaisse le costume d'entraîneur pour endosser celui de conseiller technique. Il revient ainsi en Afrique, exerçant quelque temps au Gabon et en Côte d'Ivoire, avant de retourner en Bretagne pour chapeauter l'entraîneur Robert Dewilder au Stade quimpérois. Surtout, il devient le mentor de Raymond Keruzoré qu'il a fait passer professionnel au Stade rennais UC. Après sa carrière de joueur, Raymond Keruzoré, fortement influencé par Jean Prouff, devient entraîneur. Il deviendra son conseiller dans les années 1980 jusqu'au début des années 1990, le suivant aussi bien à Guingamp qu'à Brest et enfin au Stade rennais FC, que Raymond Keruzoré entraîne de 1987 à 1991.
Désigné comme entraîneur du siècle du Stade rennais lors du centenaire du club en 2001, Jean Prouff s'éteint sept ans plus tard, le 12 février 2008, à l'âge de 88 ans.

« Le Stade rennais FC, c’est ma vie, même si je n’ai pas toujours porté le maillot. Je n’ai cessé de penser à ce club. »

— Jean Prouff, à propos de sa relation avec le Stade rennais FC.

## Honneurs et palmarès

### En tant que joueur
- 1935 : Vainqueur de la Coupe de France des Espoirs avec le Stade rennais UC
- 1949 : Champion de France avec le Stade de Reims
- 17 sélections en équipe de France de football (trois fois capitaine), 1 but

### En tant qu'entraîneur
- 1962 : demi-finaliste de la Coupe d'Europe des clubs champions avec le Standard de Liège
- 1963 : champion de Belgique avec le Standard de Liège
- 1965 : vainqueur de la Coupe de France avec le Stade rennais UC
- 1971 : vainqueur de la Coupe de France avec le Stade rennais UC
- 1971 : vainqueur du Challenge des champions avec le Stade rennais UC

#### Distinctions
- 1971 : désigné entraîneur français de l’année par le magazine France Football
- 2001 : désigné entraîneur du siècle par le Stade rennais FC

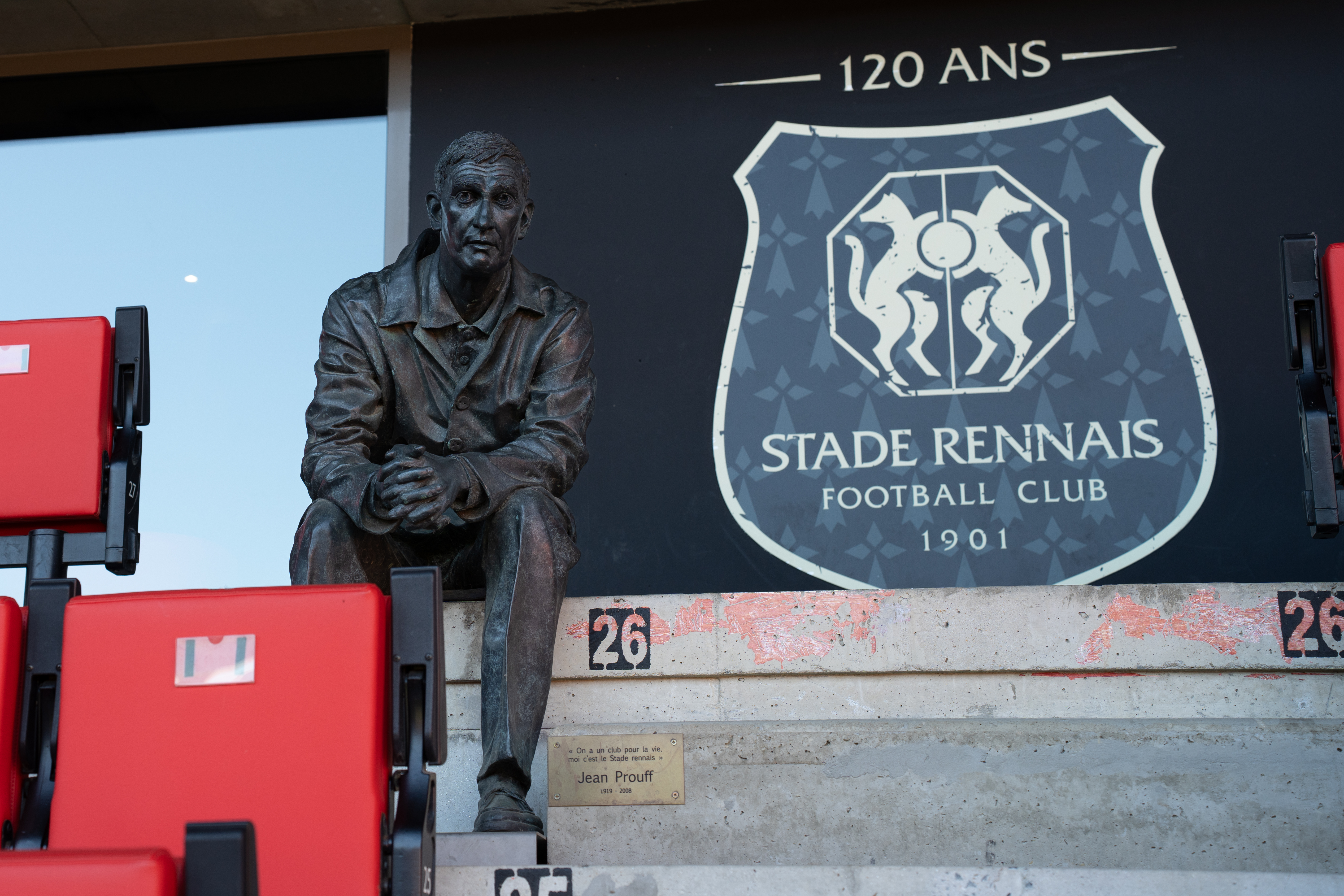
Statue en bronze de Jean Prouff, érigée dans la tribune du Roazhon Park, rendant hommage à l'emblématique entraîneur du Stade rennais FC

En 2008, à la suite de son décès, et au vu d'un éventuel changement de nom du Stade de la route de Lorient, la proposition est faite de renommer la demeure du Stade rennais FC, le stade Jean-Prouff. Ce projet n'aboutira pas et le stade sera finalement renommé Roazhon Park sept ans plus tard.
Le 10 mars 2021, lors de l'anniversaire des 120 ans du club, le Stade rennais FC annonce la mise en œuvre d'une statue en bronze permanente en l'honneur de Jean Prouff dans l'enceinte du Roazhon Park (tribune Super U, rang 26) là ou il s'asseyait pour assister aux matchs du club après sa carrière de joueur et d'entraineur. Elle est l'œuvre de la sculptrice française Annick Leroy.

### Vidéographie
- Hubert Budor, Jean Prouff - En rouge et noir, Aber Images et TV Rennes 35, 1999 (26 min).